# Ipswich Town Football Club 2016-2017
Questa pagina raccoglie i dati riguardanti lo Ipswich Town Football Club nelle competizioni ufficiali della stagione 2016-2017.

## Organico

### Rosa
| N. |                          | Ruolo | Calciatore             |
| -- | ------------------------ | ----- | ---------------------- |
| 1  | Inghilterra (bandiera)   | P     | Dean Gerken            |
| 3  | Danimarca (bandiera)     | D     | Jonas Knudsen          |
| 4  | Inghilterra (bandiera)   | D     | Luke Chambers          |
| 5  | Nuova Zelanda (bandiera) | D     | Thomas Jefferson Smith |
| 6  | Scozia (bandiera)        | D     | Christophe Berra       |
| 7  | Inghilterra (bandiera)   | C     | Teddy Bishop           |
| 8  | Inghilterra (bandiera)   | C     | Cole Skuse             |
| 9  | Irlanda (bandiera)       | A     | Leon Best              |
| 10 | Irlanda (bandiera)       | A     | David McGoldrick       |
| 11 | Inghilterra (bandiera)   | A     | Brett Pitman           |
| 12 | Inghilterra (bandiera)   | D     | Jordan Spence          |
| 14 | Inghilterra (bandiera)   | C     | Paul Digby             |
| 15 | Inghilterra (bandiera)   | D     | Adam Webster           |
| 16 | Inghilterra (bandiera)   | C     | Giles Coke             |

| N. |                        | Ruolo | Calciatore         |
| -- | ---------------------- | ----- | ------------------ |
| 17 | Mauritius (bandiera)   | C     | Kévin Bru          |
| 18 | Inghilterra (bandiera) | C     | Grant Ward         |
| 19 | Inghilterra (bandiera) | C     | Luke Hyam          |
| 20 | Inghilterra (bandiera) | A     | Freddie Sears      |
| 22 | Irlanda (bandiera)     | C     | Jonathan Douglas   |
| 23 | Inghilterra (bandiera) | C     | Andre Dozzell      |
| 27 | Inghilterra (bandiera) | A     | Tom Lawrence       |
| 28 | Inghilterra (bandiera) | A     | Kieffer Moore      |
| 29 | Inghilterra (bandiera) | D     | Josh Emmanuel      |
| 33 | Polonia (bandiera)     | P     | Bartosz Białkowski |
| 35 | Inghilterra (bandiera) | C     | Danny Rowe         |
| 37 | Francia (bandiera)     | C     | Toumani Diagouraga |
| 38 | Galles (bandiera)      | P     | Michael Crowe      |